# Anders Olsen (købmand)
Anders Olsen (1718-1786), som ofte kaldte sig selv Anders Nordlænder, var en norsk bondesøn, der var med til at udbygge det grønlandske samfund i mere end 40 år. Han anlagde kolonierne Sukkertoppen og Julianehåb. Han startede desuden et landbrug i Igaliko i Sydgrønland.

## Ungdom
Olsen blev født på øen Senja i Troms fylke i det nordligste Norge.
1740 kom han i kontakt med Niels Axelsen Rasch, der var på rejse i Nordnorge for at finde nogle stærke mænd, der kunne egne sig som kolonister i Grønland. Rasch var en slægtning af Hans Egedes kone og var taget ud på sin rekrutteringsrejse på opfordring fra Egede og Jacob Sewerin. Sidstnævnte var købmand i København og havde i 1734 overtaget monopolet på grønlandshandelen.
Sammen med broren Hans og fire andre lod Olsen sig lokke af Rasch. I efteråret 1741 rejste de til København, og næste forår drog de videre til Grønland. Anders og Hans Olsen kom til Godthåb, som var anlagt af Hans Egede 1721, og blev ansat af Sewerin. Blandt de seks mænd fra Nordnorge var også Peder Olsen Walløe, der senere blev kendt som opdagelsesrejsende. Han sejlede i 1751 rundt om Kap Farvel og et godt stykke op ad østkysten.
Olsen blev først ansat som kolonist ved Godthåb. I 1750 giftede han sig med Tuperna (1726–10.2.1789), der var en af de første grønlændere, som blev døbt af Hans Egede og datter af sælfangeren Sanak. Fra begyndelsen fik han interesse for den Herrnhutiske Brødremenigheds aktiviteter og blev en stærk tilhænger af missionen. Han ville gerne selv have været missionær, men blev i stedet i 1751 assistent ved det nyoprettede Almindelige Handelscompagnie i Godthåb.

## Karriere
I 1753 blev han tilsynsmand med speciale i udrustning af handelstogter. Året efter blev det betroet ham at finde en egnet plads til en koloni nord for Godthåb, og han valgte bopladsen Kangaamiut. Her fik han titel af købmand. Derefter blev han bedt om at anlægge kolonien Holsteinsborg, men det lykkedes ham ikke at nå dertil på grund af vanskeligheder under sejladsen.
1765 blev han udnævnt til formand for den planlagte hvalfangst ved Holsteinsborg. Han var deroppe i et par år, men vendte tilbage til Sukkertoppen i 1767. Otte år senere blev han anmodet om at finde en egnet plads til en koloni i det sydligste Vestgrønland, der skulle hedde Julianes Håb. Han oprettede kolonien Julianehåb og forblev der som købmand indtil 1780, hvor han 62 år gammel tog sin afsked.

## Husdyrhold i Sydgrønland
Julianehåb området var tidligere beboet af bønder (nordboerne). Olsen har tydeligvis set muligheden for husdyrhold, og han fik indført nogle køer og får. Olsen og hele familien flyttede nu til Upernaviarssuk ca. 10 km fra Julianehåb på vej mod Igaliko. Her opførte de huse af jord, drivtømmer og sten. Anders Olsen tog engang imellem til det nærliggende Lichtenau for at deltage i brødremenighedens gudstjeneste her. Huset i Upernaviarssuk nedbrændte, og derefter flyttede familien til Igaliko.
 Her byggede han sig et solidt hus af stenene fra nordboernes ruiner, og her boede hans efterkommere stadig i 1953. De få stykker kvæg han indførte kom til at udgøre grundstammen i det husdyrhold, som hans familie fik sine hovedindtægter af igennem de næste 175 år. Olsens fårestamme uddøde sandsynligvis i 1800-tallet, men man har siden anskaffet får andre steder fra til det såkaldte fåreholdersted.
Sammen med sin søn Poul rejste han på en sommertur i robåd til "18 mile nord for Stattenhuck". Her mødte han for store mængder drivis til at kunne fortsætte. Han traf på rejsen nogle østgrønlændere, men ikke nordboernes efterkommere, som man stadig forsøgte at finde på østkysten idet man antog, at Østerbygden lå der.
Olsen døde i 1786 og begravedes i en grav, som han selv havde gravet, der blev dækket med en stor flad sandsten, den passes stadig af hans efterkommere.